# Куриловка (Хмельницкий район)
Куриловка (укр. Курилівка) — село на Украине, находится в Хмельницком районе Винницкой области.
Код КОАТУУ — 0524885602. Население по переписи 2001 года составляет 797 человек. Почтовый индекс — 22068. Телефонный код — 4338.
Занимает площадь 3,3 км².
Место рождения  Игнация Яна Падеревского (1860—1941) — польского пианиста, композитора, государственного и общественного деятеля, дипломата.
В селе действует Спасо-Преображенский храм Хмельницкого благочиния Винницкой епархии Украинской православной церкви.

## Адрес местного совета
22066, Винницкая область, Хмельницкий р-н, с. Порик, ул. Ленина, 60а